# Valga (hạt)
Hạt Valga (tiếng Estonia: Valga maakond), hoặc Valgamaa là một trong 15 hạt của Estonia. NÓ bao gồm phần trước đây là quận Valga. Hạt ngày nay được thành lập vào ngày 1 tháng 1 năm 1990. Thủ phủ và thị trấn lớn nhất trong hạt Valga là Valga, sau đó là Tõrva và Otepää. Nó nằm ở phía nam quốc gia và tiếp giáp với các hạt Põlva, Võru, Viljandi, Tartu và vùng Vidzeme của nước Latvia. Tính đến ngày 1 tháng 1 năm 2015 dân số của hạt Valga là 29.944 người.

## Khu tự quản, khu định cư và dân số

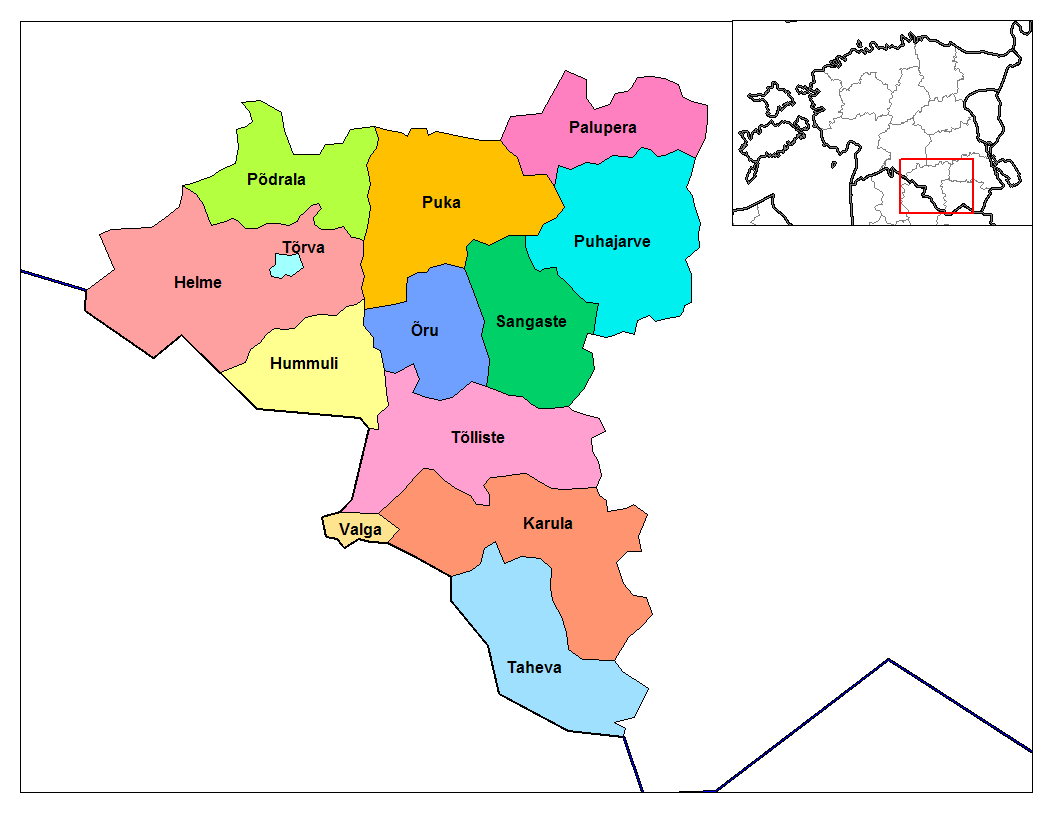
Các khu tự quản của hạt Valga

Có 13 khu tự quản địa phương ở hạt Valga bao gồm Valga (thủ phủ), Tõrva, Helme, Hummuli, Karula, Otepää, Palupera, Puka, Põdrala, Sangaste, Taheva, Tõlliste và xã Õru.

### Các đơn vị định cư
Có 3 thị trấn, 7 thị xã và 150 làng ở hạt Valga.

Khu tự quản thành thị:
- Tõrva
- Valga

Khu tự quản nông thôn:
- Helme
- Hummuli
- Karula
- Otepää (bao gồm thị trấn Otepää)
- Palupera
- Puka
- Põdrala
- Sangaste
- Taheva
- Tõlliste
- Õru

| Thứ tự | Khu tự quản | Loại      | Dân số (2015) | Diện tích km² | Mật độ |
| ------ | ----------- | --------- | ------------- | ------------- | ------ |
| 1      | Helme       | Nông thôn | 1.863         | 312,73        | 6,0    |
| 2      | Hummuli     | Nông thôn | 812           | 162,7         | 5,0    |
| 3      | Karula      | Nông thôn | 954           | 229,92        | 4,1    |
| 4      | Õru         | Nông thôn | 446           | 104,63        | 4,3    |
| 5      | Otepää      | Nông thôn | 3.727         | 217,36        | 17,1   |
| 6      | Palupera    | Nông thôn | 1.256         | 123,48        | 10,2   |
| 7      | Põdrala     | Nông thôn | 718           | 127,22        | 5,6    |
| 8      | Puka        | Nông thôn | 1.529         | 200,93        | 7,6    |
| 9      | Sangaste    | Nông thôn | 1.271         | 144,72        | 8,8    |
| 10     | Taheva      | Nông thôn | 734           | 204,7         | 3,6    |
| 11     | Tõlliste    | Nông thôn | 1.592         | 193,78        | 8,2    |
| 12     | Tõrva       | Thành thị | 2.690         |               | 560,4  |
| 13     | Valga       | Thành thị | 12.352        | 16,54         | 746,8  |

### Làng
Aakre - Aitsra - Ala - Alamõisa - Arula - Astuvere - Atra - Hargla - Hellenurme - Holdre - Iigaste - Ilmjärve - Jaanikese - Jeti - Jõgeveste - Kaagjärve - Kalliküla - Kalme - Karjatnurme - Karu - Karula - Kassiratta - Kastolatsi - Kaubi - Kaurutootsi - Keeni - Kibena - Killinge - Kirbu - Kirikuküla - Kiviküla - Koigu - Koikküla - Koiva - Kolli - Komsi - Koobassaare - Koorküla - Korijärve - Korkuna - Kuigatsi - Kulli - Kungi - Kurevere - Käärikmäe - Kääriku - Kähri - Kähu - Laanemetsa - Lauküla - Leebiku - Lepa - Linna - Liva - Londi - Lossiküla - Lota - Lusti - Lutike - Lutsu - Lõve - Lüllemäe - Makita - Meegaste - Miti - Muhkva - Mustumetsa - Mäeküla - Mäelooga - Mägestik<meta />u - Mägiste - Mäha - Märdi - Möldre - Neeruti - Nõuni - Nüpli - Otepää - Paju - Palamuste - Palupera - Pastaku - Patküla - Pedajamäe - Pedaste - Piiri - Pikasilla - Pikkjärve - Pilkuse - Pilpa - Plika - Pori - Prange - Priipalu - Pringi - Pugritsa - Puide - Purtsi - Põru - Päidla - Pühajärve - Pühaste - Raavitsa - Rampe - Ransi - Raudsepa - Rebasemõisa - Rebaste - Restu - Reti - Riidaja - Ringiste - Risttee - Roobe - Rulli - Ruuna - Räbi - Sarapuu - Sihva - Sooblase - Soontaga - Sooru - Supa - Taagepera - Tagula - Taheva - Tiidu - Tinu - Truuta - Tsirgumäe - Tõlliste - Tõrvase - Tõutsi - Uniküla - Uralaane - Urmi - Vaalu - Vaardi - Valtina - Vanamõisa - Vana-Otepää - Vidrike - Vilaski - Voorbahi - Väheru - Väljaküla - Õlatu - Õruste - Ädu

## Địa lý

### Hồ
Hạt Valga có rất nhiều hồ. Hầu hết ở vùng cao Otepää, đồi Karula và lưu vực sông Õhne. Có hơn 180 hồ tự nhiên ở khu vực với diện tích hơn 1 ha và tổng diện tích các hồ là 17 km². Hồ lớn nhất là Pühjärv (286 ha),
| Các hồ lớn nhất của hạt Valga (ha) | Các hồ lớn nhất của hạt Valga (ha) |
| ---------------------------------- | ---------------------------------- |
| Võrtsjärv                          | 300*                               |
| Pühajärv                           | 285,9                              |
| Aheru                              | 234                                |
| Nõuni                              | 78,8                               |
| Tündre                             | 72,9                               |
| Valgjärv (Koorküla)                | 44,1                               |
| Suur-Apja                          | 42,6                               |
| Korijärv                           | 36,4                               |
| Pikkjärv (Karula)                  | 34,9                               |
| Nüpli                              | 27,5                               |
| Inni                               | 24,5                               |
| Kaarna                             | 23,6                               |
| Mõrtsuka                           | 19,7                               |
| Juusa                              | 19,3                               |
| Kääriku                            | 19,3                               |
| *một phần của hồ ở biên giới hạt   |                                    |

## Hình ảnh

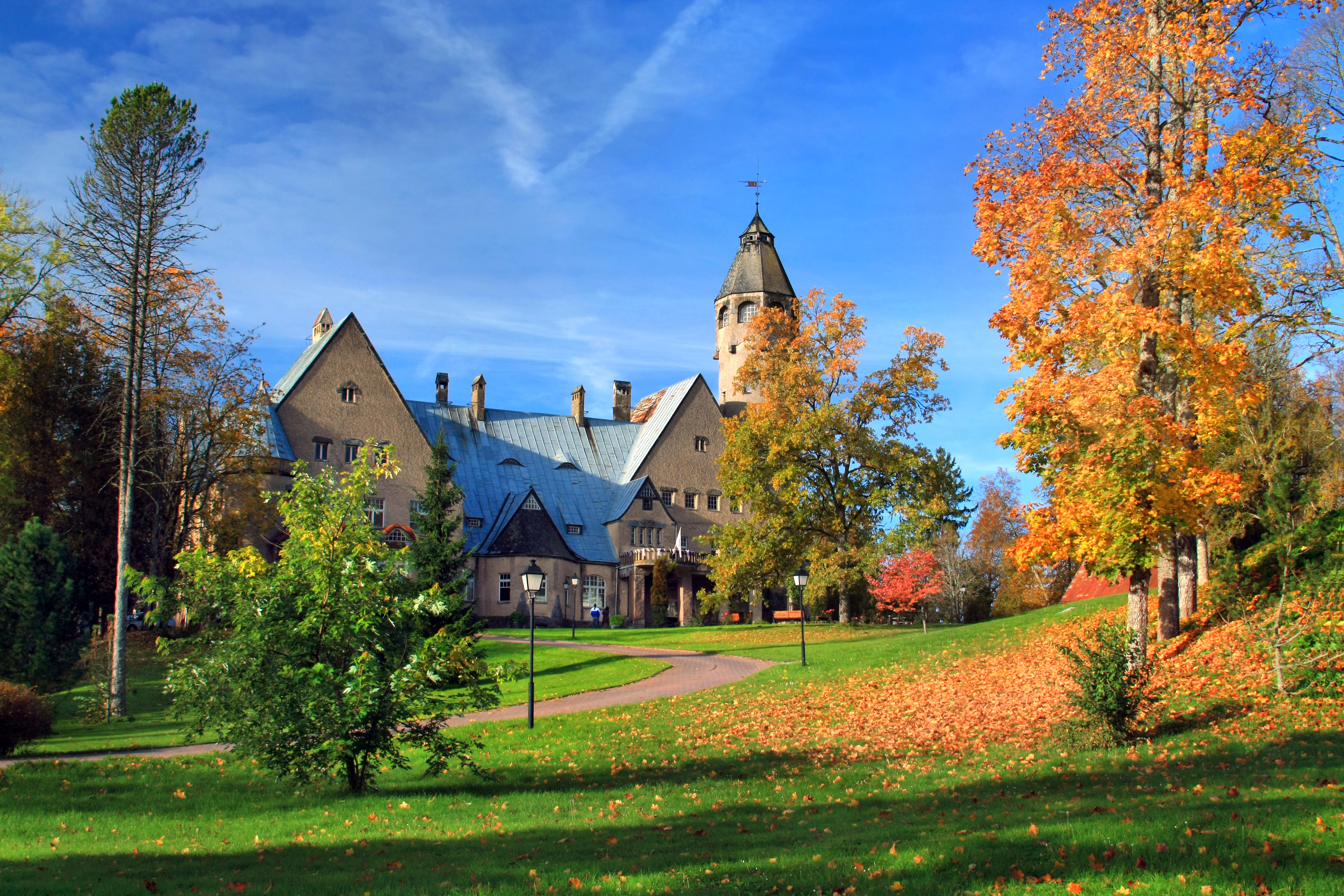
Biệt thự Taagepera
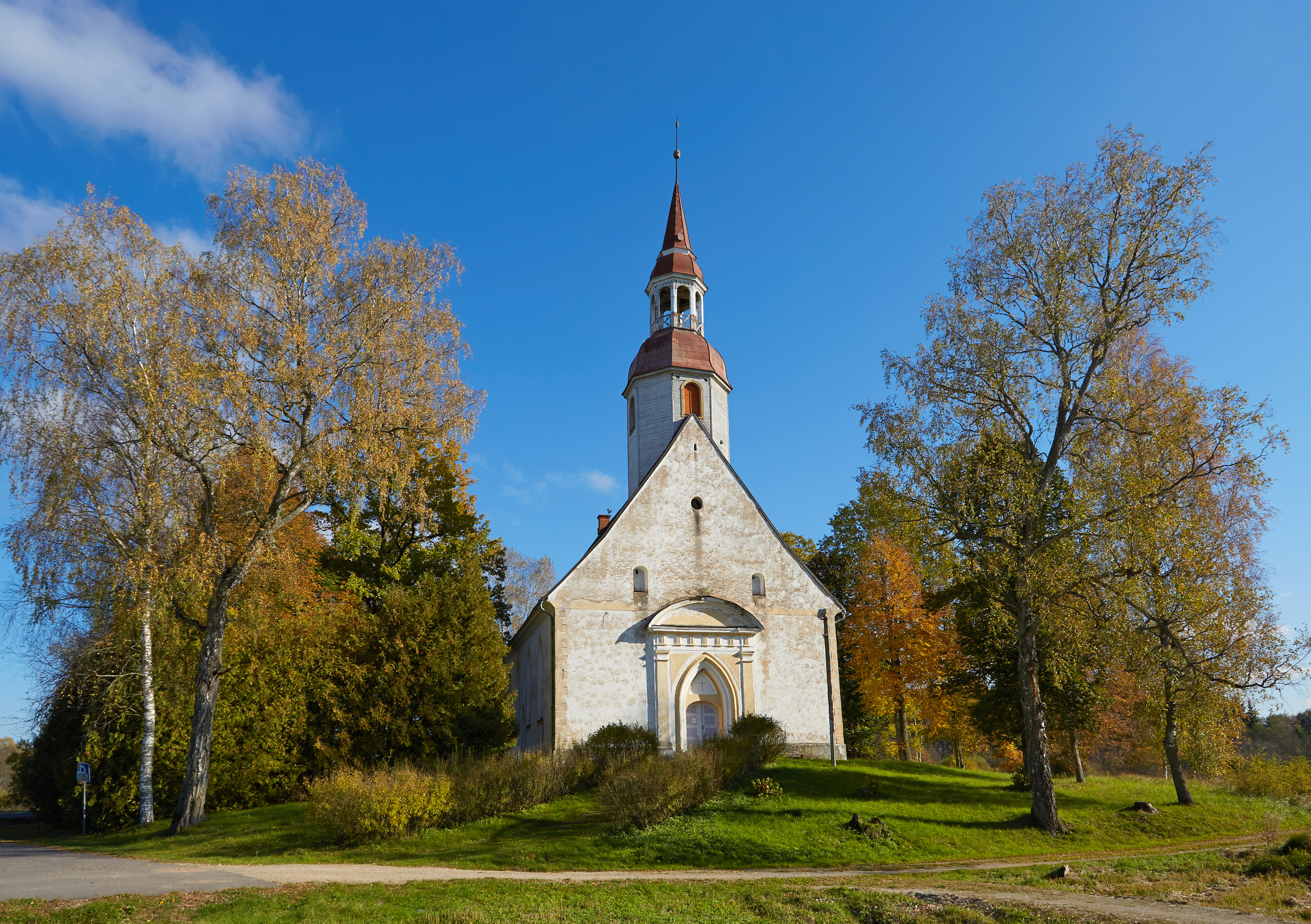
Nhà thờ Sangaste
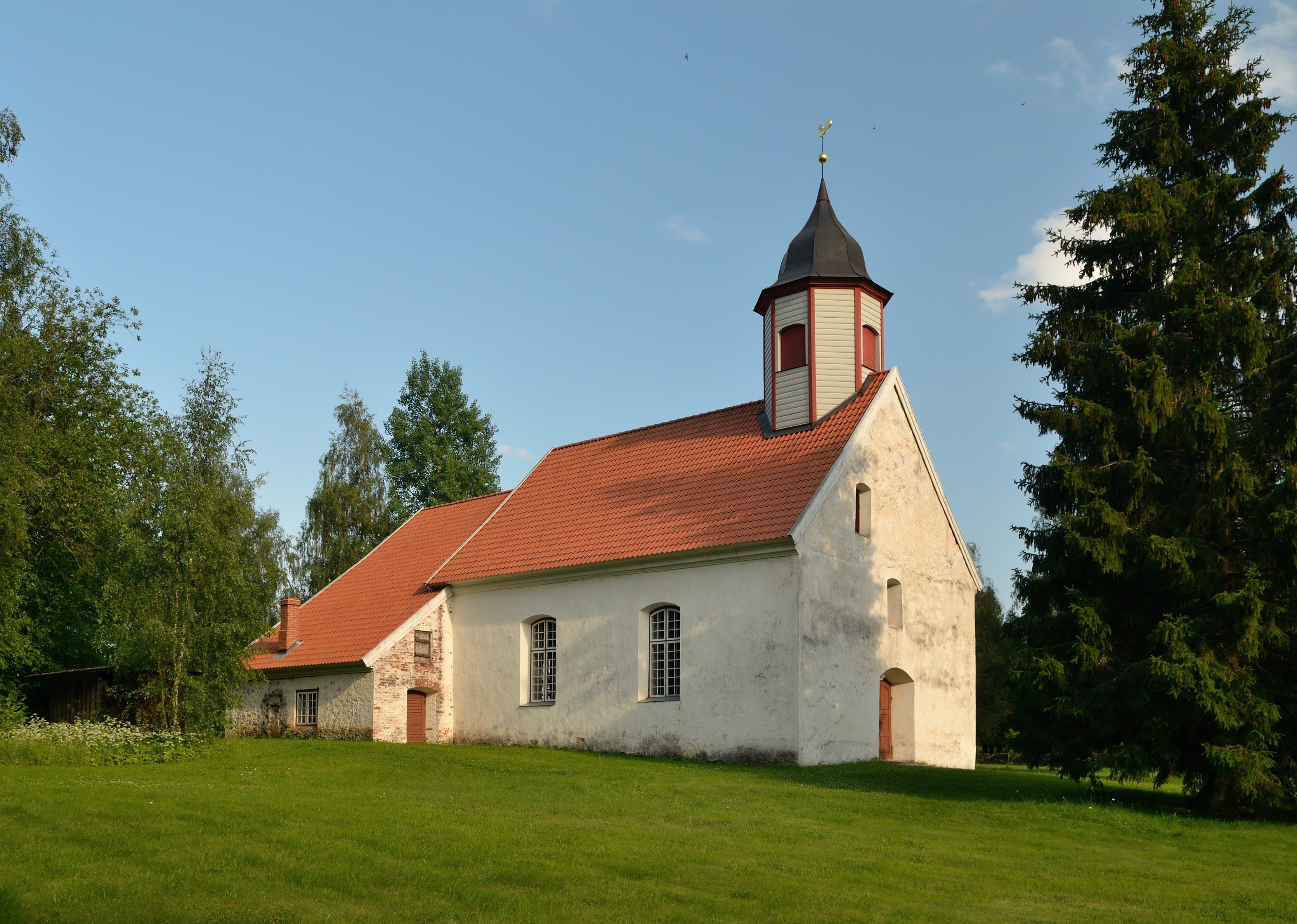
Nhà thờ Taagepera
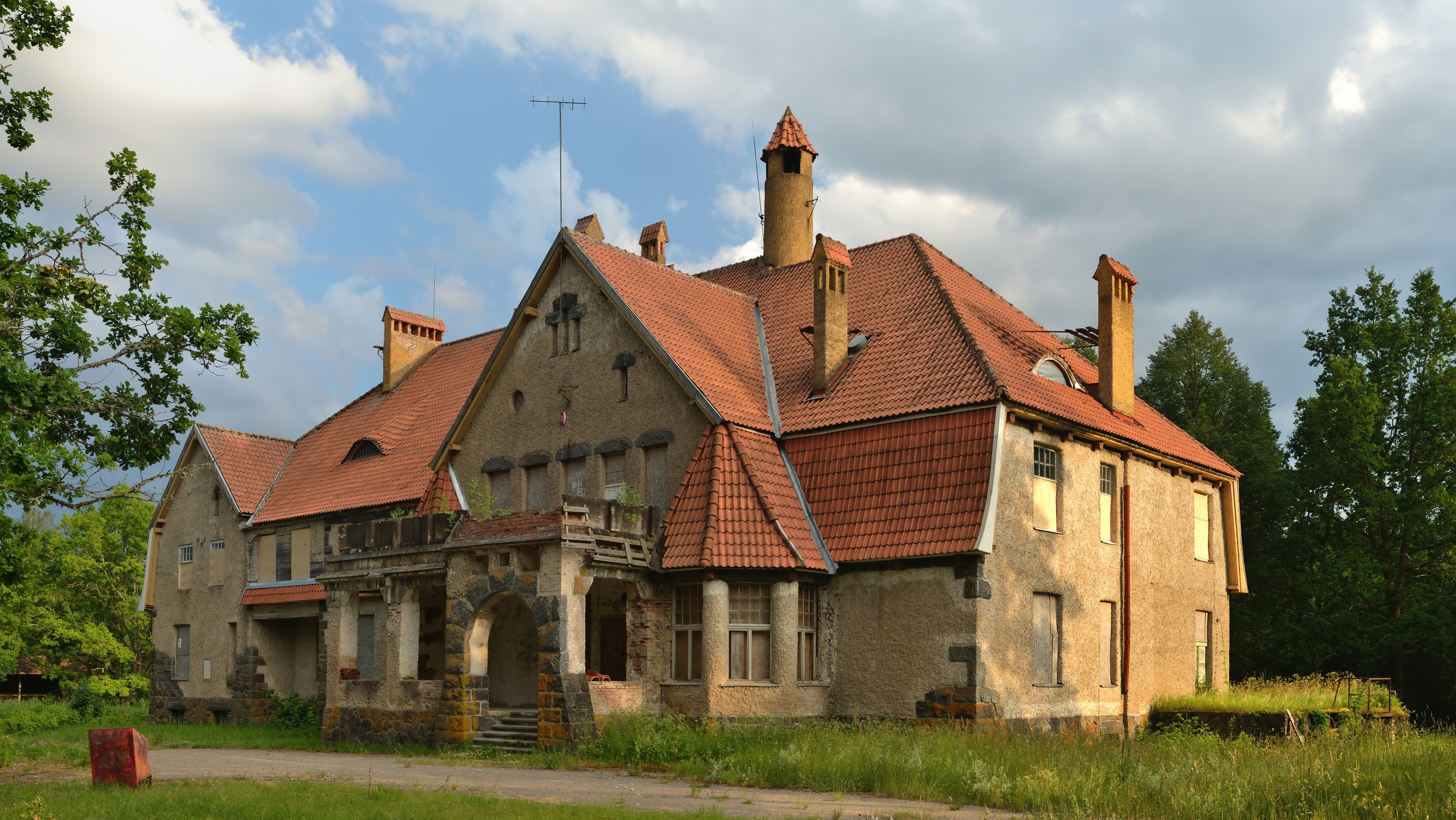
Biệt thự Holdre
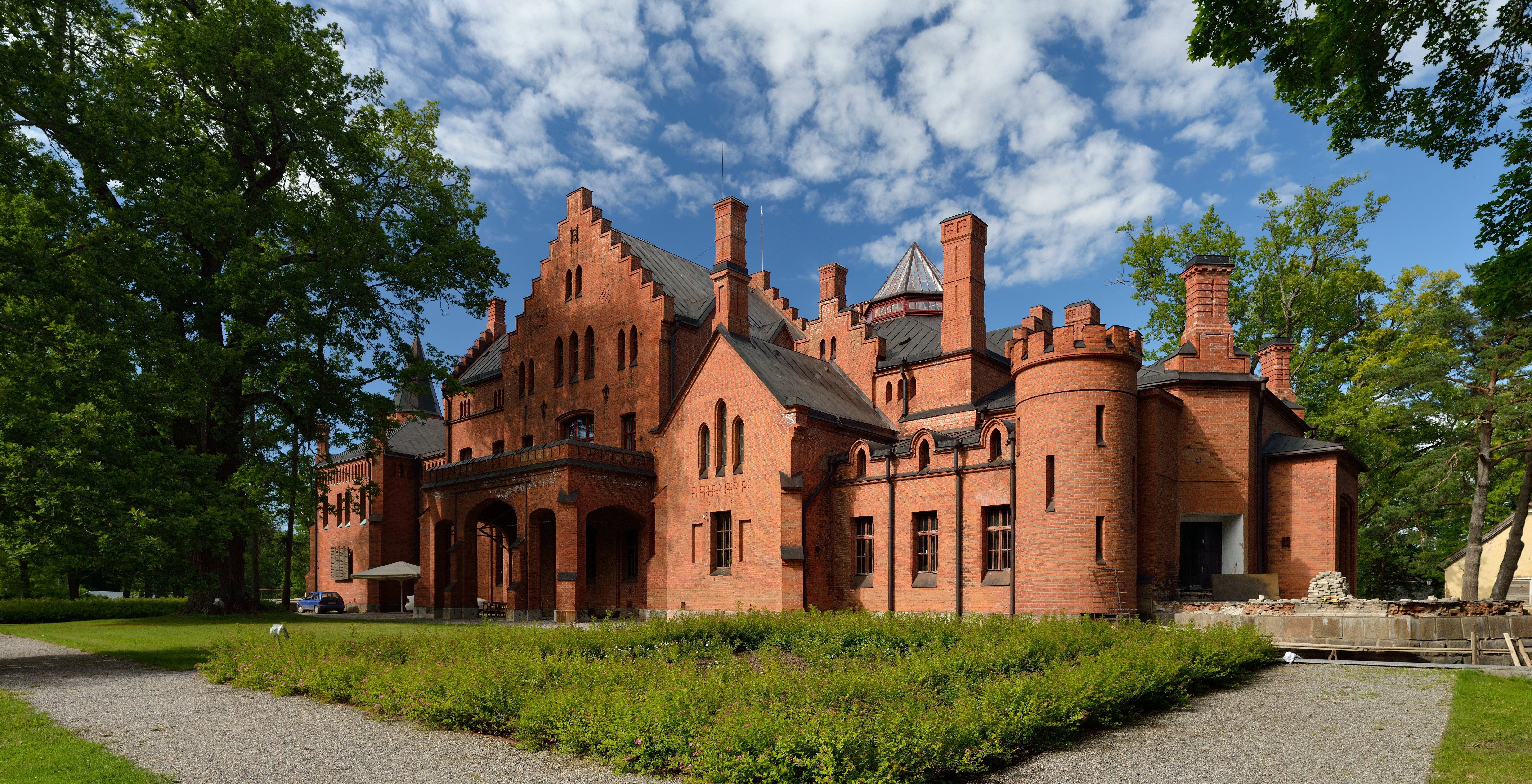
Biệt thự Sangaste
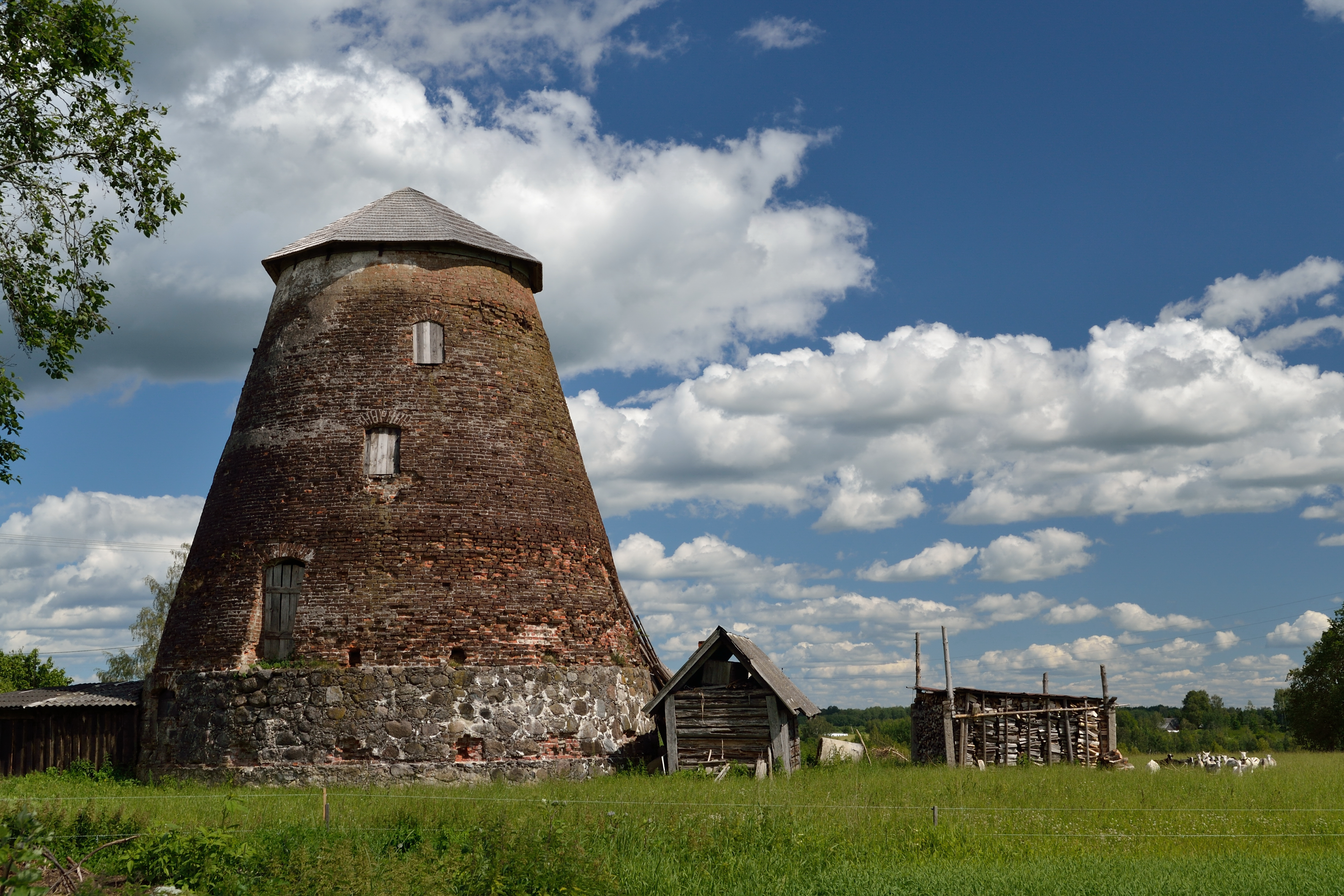
Cối xay gió biệt thự Kuigatsi
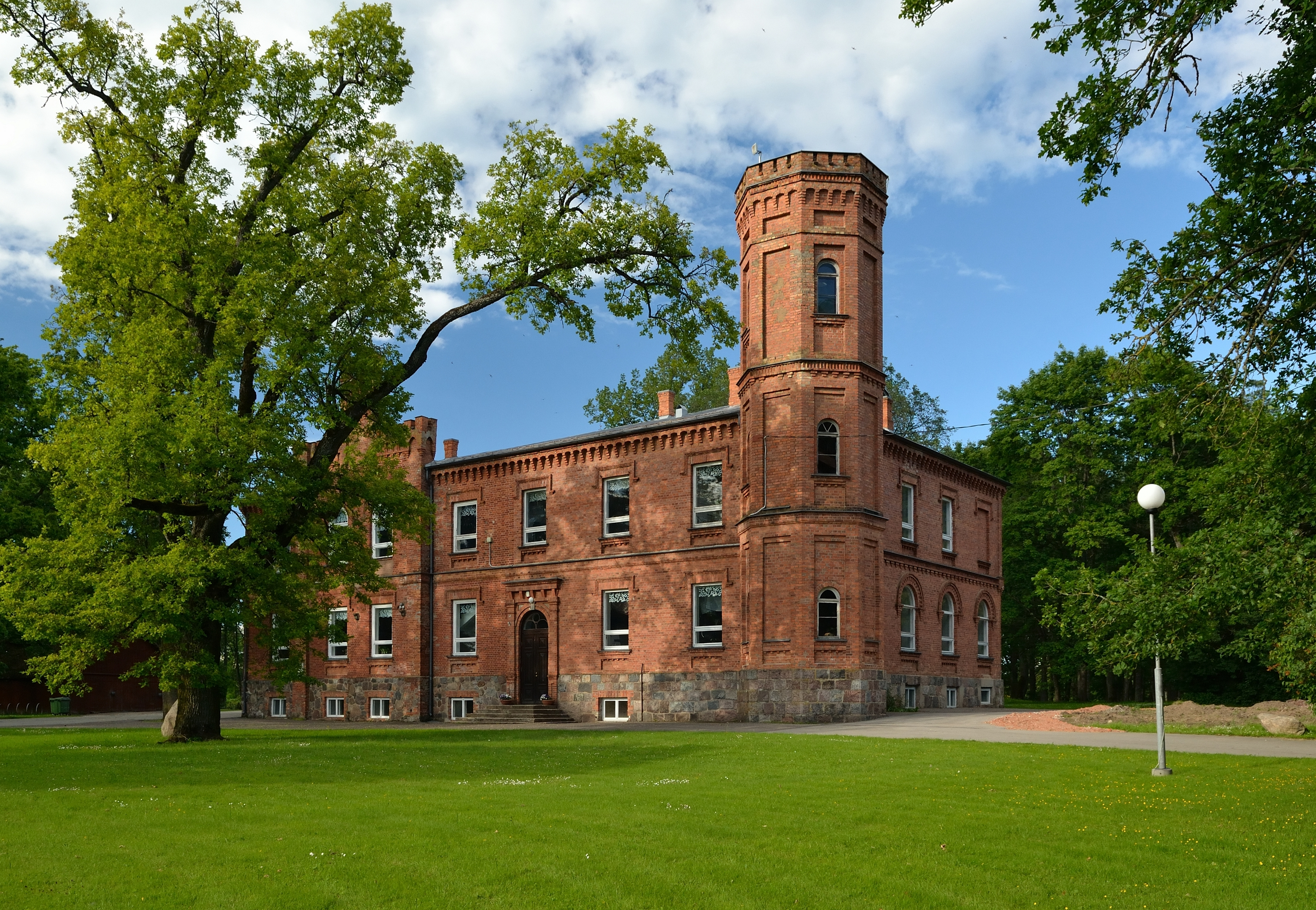
Biệt thự Hummuli
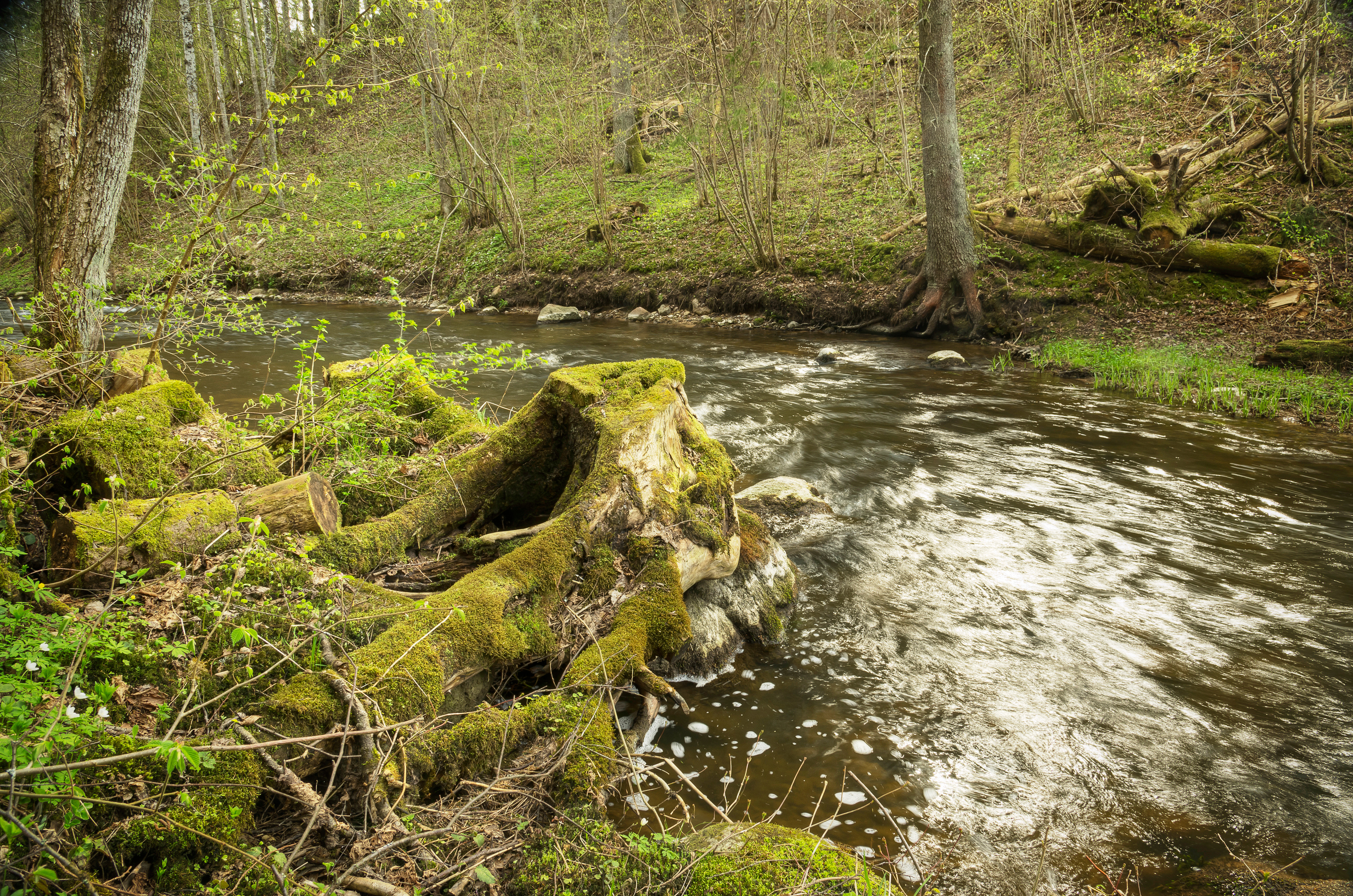
Väike Emajõgi ở Märdi
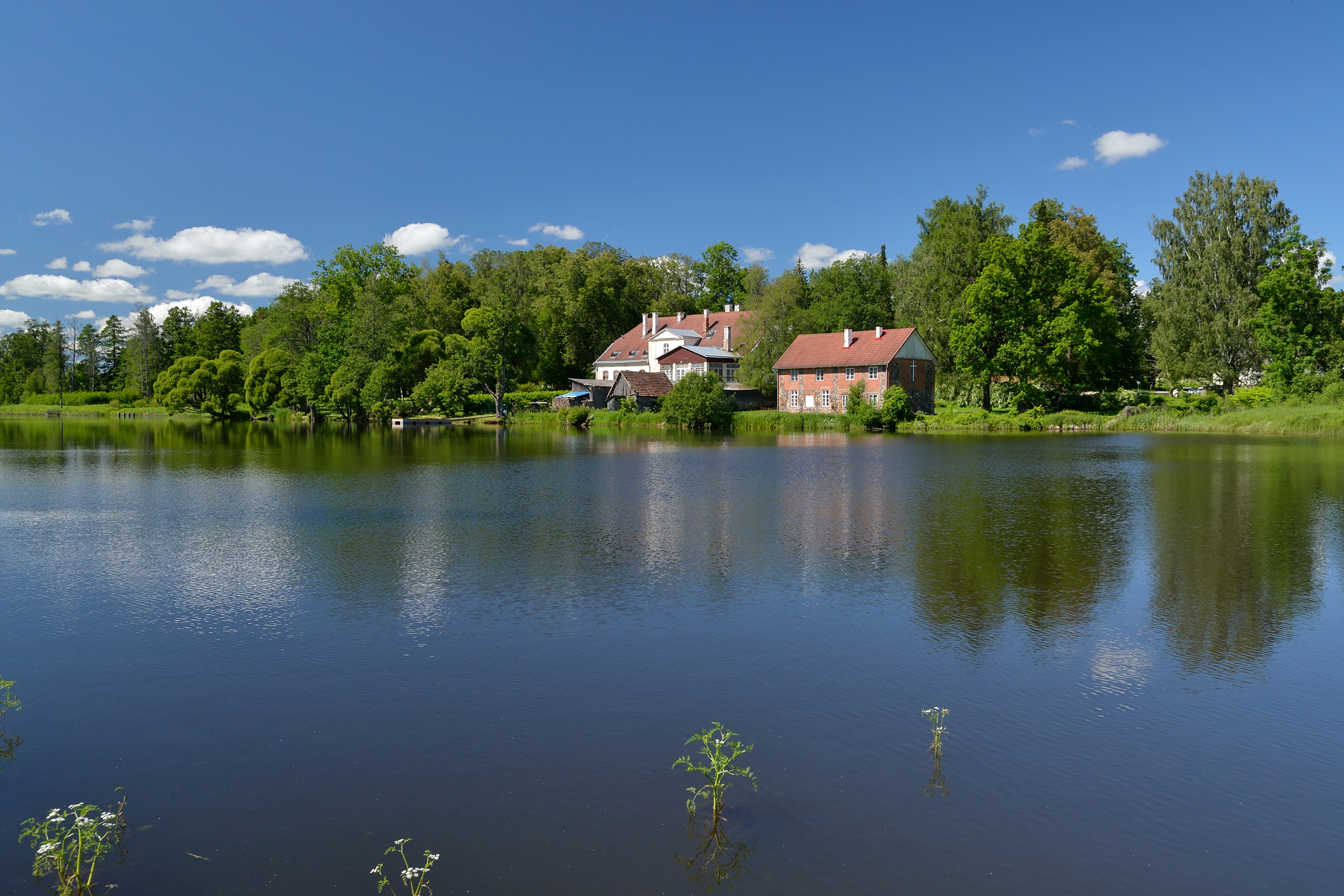
Biệt thư Hellenurme
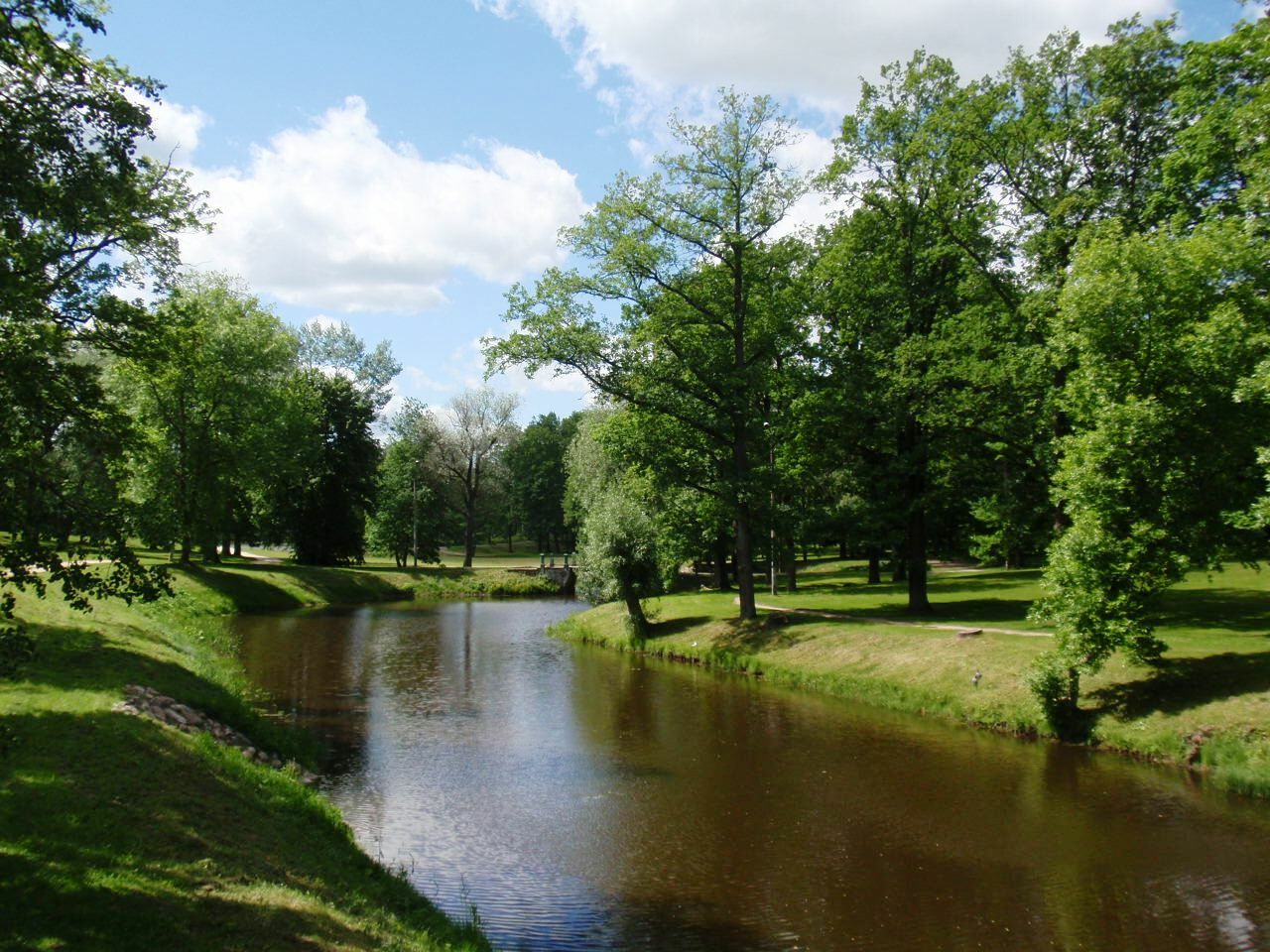
Công viên Valga
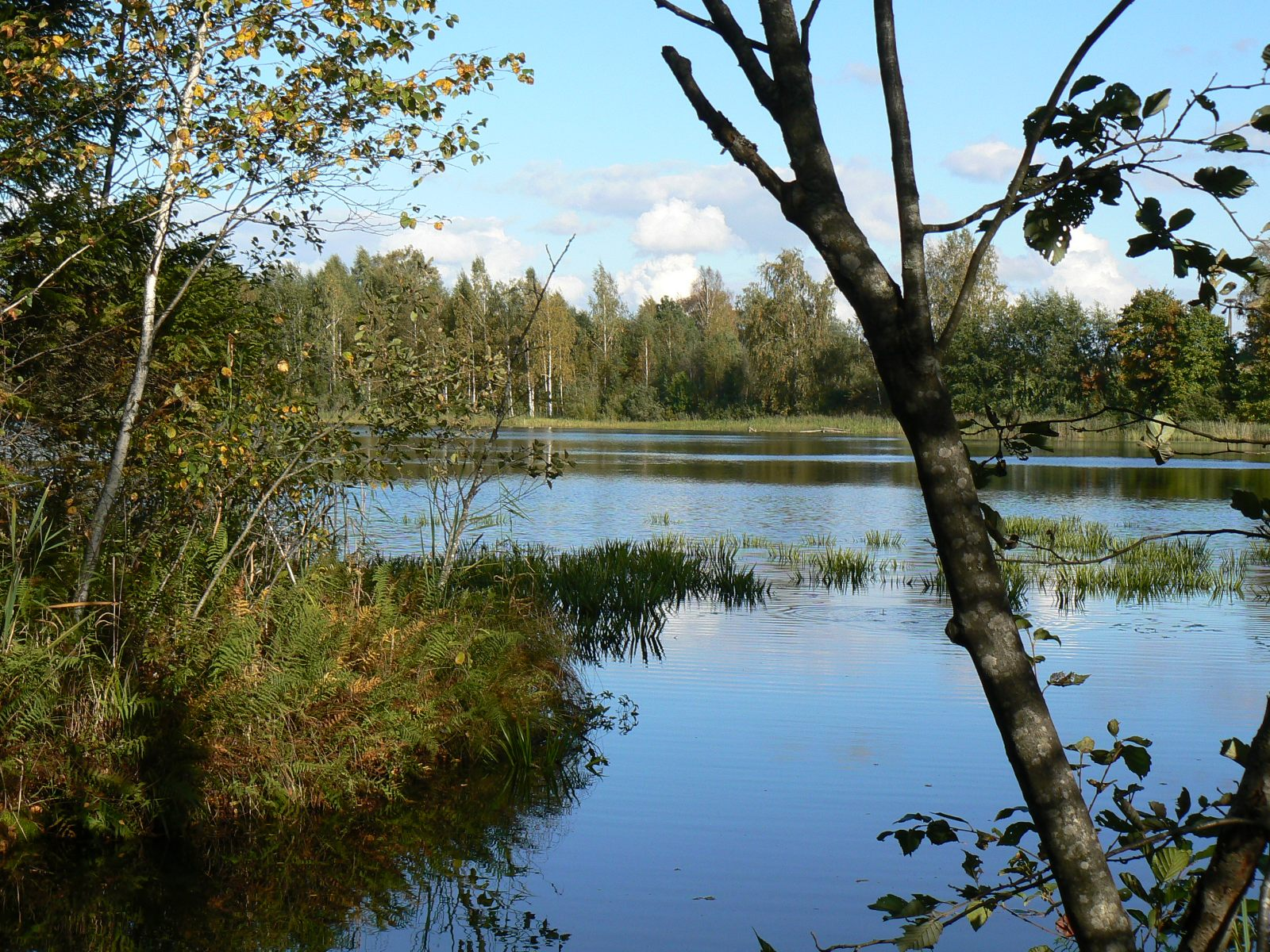
Hồ Päidla
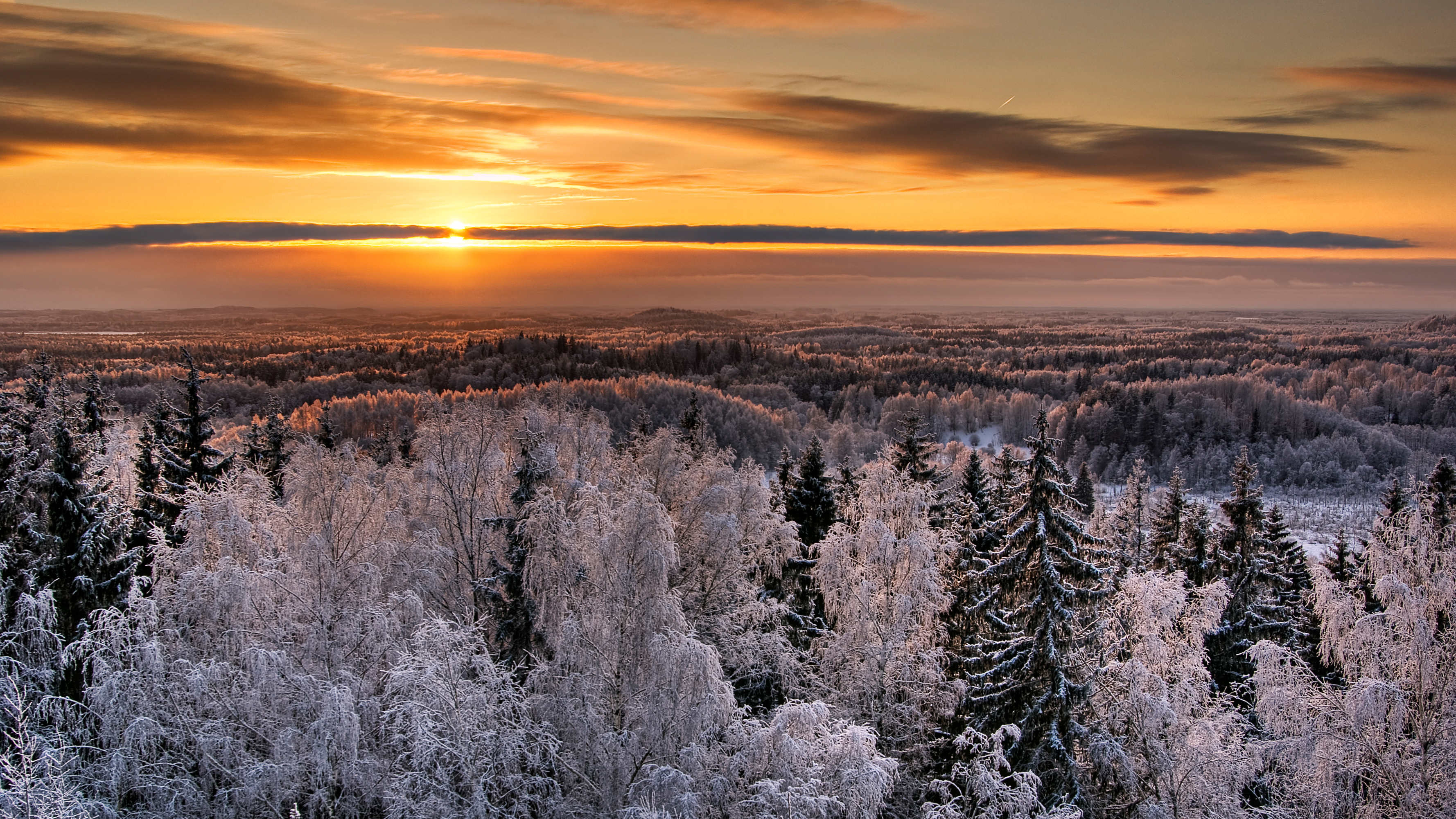
Mùa đông ở Karula